# Paraguay en la Copa América 2019
La selección del Paraguay fue uno de los doce equipos participantes de la Copa América 2019. Dicho torneo se desarrolló en Brasil, entre el 14 de junio hasta el 7 de julio de 2019. El sorteo de la Copa América, realizado el 24 de enero en la ciudad de Río de Janeiro, determinó que La Albirroja conforme en el grupo B junto a Argentina, Colombia, y Catar.

## Preparación
La selección paraguaya no clasificó a la Copa Mundial de la FIFA 2018, y su preparación a la Copa América 2019 la tomo iniciando el año 2018, donde solamente disputó tres encuentros. En marzo de 2019 tuvo otros dos partidos. En dicho periodo cosechó cuatro derrotas y un empate.

### Amistosos previos
| 27 de marzo de 2018, 20:45 (UTC-4) | Estados Unidos  | 1:0 (1:0) | Paraguay | Sahlen's Stadium at WakeMed Soccer Park, Cary, Estados Unidos |                                 |
|                                    | Wood 45' (pen.) |           |          | Asistencia: 15 325 espectadores                               | Asistencia: 15 325 espectadores |

| 12 de junio de 2018, 19:00 (UTC+1) | Japón                                              | 4:2 (0:1) | Paraguay                             | Tivoli Neu, Innsbruck, Austria |                                |
|                                    | Inui 51' 63' · Santander 77' (a.g.) · Kagawa 90+1' |           | Oscar Romero 32' · Richard Ortiz 90' | Asistencia: 8 520 espectadores | Asistencia: 8 520 espectadores |

| 20 de noviembre de 2018, 19:30 (UTC+2) | Sudáfrica | 1:1 (0:1) | Paraguay      | Estadio Moses Mabhida, Durban, Sudáfrica |                                 |
|                                        | Tau 90+3' |           | Santander 32' | Asistencia: 20 000 espectadores          | Asistencia: 20 000 espectadores |

| 22 de marzo de 2019, 20:00 (UTC-4) | Perú     | 1:0 (1:0) | Paraguay | Red Bull Arena, Nueva Jersey, Estados Unidos |                                 |
|                                    | Cueva 3' |           |          | Asistencia: 19 008 espectadores              | Asistencia: 19 008 espectadores |

| 26 de marzo de 2019, 19:00 (UTC-7) | Paraguay                       | 2:4 (0:3) | México                                                                     | Levi's Stadium, Santa Clara, Estados Unidos |                                 |
|                                    | H. Pérez 59' · D. González 84' |           | J. dos Santos 6' · G. Gómez 9' (a.g.) · J. Hernández 24' · L. Montes 90+1' | Asistencia: 48 954 espectadores             | Asistencia: 48 954 espectadores |

| 5 de junio de 2019, : (UTC-4) | Paraguay              | 1:1 (1:0) | Honduras        | Estadio Antonio Aranda, Ciudad del Este, Paraguay |                                 |
|                               | O. Cardozo 15' (pen.) |           | M. Figueroa 75' | Asistencia: 20 366 espectadores                   | Asistencia: 20 366 espectadores |

| 9 de junio de 2019, 16:00 (UTC-4) | Paraguay                              | 2:0 (0:0) | Guatemala | Estadio Defensores del Chaco, Asunción, Paraguay |                                 |
|                                   | G. Gómez 48' · D. González 76' (pen.) |           |           | Asistencia: 22 085 espectadores                  | Asistencia: 22 085 espectadores |

## Plantel
| No.   | Pos.            | Jugador                  | Fecha de nacimiento (edad)       | Apa.            | Goles           | Club                        |
| ----- | --------------- | ------------------------ | -------------------------------- | --------------- | --------------- | --------------------------- |
| 1     | POR             | Antony Silva             | 27 de febrero de 1984 (35 años)  | 27              | 0               | Huracán                     |
| 2     | DEF             | Iván Piris               | 10 de marzo de 1989 (30 años)    | 25              | 0               | Libertad                    |
| 3     | DEF             | Gustavo Gómez            | 6 de mayo de 1993 (26 años)      | 31              | 2               | Palmeiras                   |
| 4     | DEF             | Fabián Balbuena          | 23 de agosto de 1991 (27 años)   | 9               | 0               | West Ham United             |
| 5     | DEF             | Bruno Valdez             | 6 de octubre de 1992 (26 años)   | 24              | 1               | América                     |
| 6     | DEF             | Santiago Arzamendia      | 5 de mayo de 1998 (21 años)      | 1               | 0               | Cerro Porteño               |
| 7     | DEL             | Juan Iturbe              | 4 de junio de 1993 (26 años)     | 9               | 0               | Pumas UNAM                  |
| 8     | MED             | Juan Rodrigo Rojas       | 9 de abril de 1988 (31 años)     | 19              | 0               | Olimpia                     |
| 9     | DEL             | Óscar Cardozo            | 20 de mayo de 1983 (36 años)     | 51              | 10              | Libertad                    |
| 10    | DEL             | Derlis González          | 20 de marzo de 1994 (25 años)    | 32              | 5               | Santos                      |
| 11    | DEL             | Federico Santander       | 4 de junio de 1991 (28 años)     | 17              | 2               | Bologna                     |
| 12    | POR             | Roberto Junior Fernández | 29 de marzo de 1988 (31 años)    | 7               | 0               | Botafogo                    |
| 13    | DEF             | Junior Alonso            | 9 de febrero de 1993 (26 años)   | 20              | 1               | Boca Juniors                |
| 14    | DEF             | Juan Escobar             | 3 de julio de 1995 (23 años)     | 2               | 0               | Cerro Porteño               |
| 15    | MED             | Matías Rojas             | 3 de noviembre de 1995 (23 años) | 2               | 0               | Defensa y Justicia          |
| 16    | MED             | Celso Ortiz              | 26 de enero de 1989 (30 años)    | 16              | 0               | Monterrey                   |
| 17    | MED             | Hernán Pérez             | 25 de febrero de 1989 (30 años)  | 33              | 2               | RCD Español                 |
| 18    | MED             | Richard Ortiz            | 22 de mayo de 1990 (29 años)     | 32              | 6               | Olimpia                     |
| 19    | DEL             | Cecilio Domínguez        | 11 de agosto de 1994 (24 años)   | 13              | 0               | Independiente de Avellaneda |
| 20    | DEF             | Iván Torres              | 27 de febrero de 1991 (28 años)  | 0               | 0               | Olimpia                     |
| 21    | DEL             | Óscar Romero             | 4 de julio de 1992 (26 años)     | 38              | 3               | Shanghái Shenhua            |
| 22    | POR             | Alfredo Aguilar          | 18 de julio de 1988 (30 años)    | 1               | 0               | Olimpia                     |
| 23    | MED             | Miguel Almirón           | 10 de febrero de 1994 (25 años)  | 16              | 0               | Newcastle United            |
| D. T. | Eduardo Berizzo | Eduardo Berizzo          | Eduardo Berizzo                  | Eduardo Berizzo | Eduardo Berizzo | Eduardo Berizzo             |

## Participación

### Partidos
| Fecha       | Lugar          | Instancia        |           |                      | Resultado    |                     |          |
| ----------- | -------------- | ---------------- | --------- | -------------------- | ------------ | ------------------- | -------- |
| 16 de junio | Rio de Janeiro | Fase de grupos   | Paraguay  | Bandera de Paraguay  | 2:2 (1:0)    | Bandera de Catar    | Catar    |
| 19 de junio | Belo horizonte | Fase de grupos   | Argentina | Bandera de Argentina | 1:1 (0:1)    | Bandera de Paraguay | Paraguay |
| 23 de junio | Salvador       | Fase de grupos   | Colombia  | Bandera de Colombia  | 1:0 (1:0)    | Bandera de Paraguay | Paraguay |
| 27 de junio | Porto Alegre   | Cuartos de final | Brasil    | Bandera de Brasil    | 0:0 (4:3 p.) | Bandera de Paraguay | Paraguay |

### Primera fase - Grupo B
| Selección | Pts | PJ | PG | PE | PP | GF | GC | Dif |
| --------- | --- | -- | -- | -- | -- | -- | -- | --- |
| Colombia  | 9   | 3  | 3  | 0  | 0  | 4  | 0  | 4   |
| Argentina | 4   | 3  | 1  | 1  | 1  | 3  | 3  | 0   |
| Paraguay  | 2   | 3  | 0  | 2  | 1  | 3  | 4  | –1  |
| Catar     | 1   | 3  | 0  | 1  | 2  | 2  | 5  | –3  |

#### Paraguay vs. Catar
| 16 de junio de 2019, 16:00 | Paraguay                                      | 2:2 (1:0) | Catar                                | Estadio Maracanã, Río de Janeiro                       |                                                        |
|                            | Oscar Cardozo 3' (pen.) · Derlis González 55' | Reporte   | Almoez Ali 67' · Boualem Khoukhi 77' | Asistencia: 19 196 espectadores Árbitro(s): Diego Haro | Asistencia: 19 196 espectadores Árbitro(s): Diego Haro |

| 12    | Guardameta     | Roberto Fernández   |     |
| 5     | Defensa        | Bruno Valdez        |     |
| 4     | Defensa        | Fabián Balbuena     |     |
| 13    | Defensa        | Junior Alonso       |     |
| 18    | Defensa        | Santiago Arzamendia |     |
| 16    | Centrocampista | Celso Ortiz         |     |
| 8     | Centrocampista | Rodrigo Rojas       | 79' |
| 23    | Centrocampista | Miguel Almirón      |     |
| 17    | Delantero      | Hernán Pérez        | 45' |
| 7     | Delantero      | Óscar Cardozo       |     |
| 19    | Delantero      | Cecilio Domínguez   | 82' |
| D. T. | D. T.          | Eduardo Berizzo     |     |

| 1     | Guardameta     | Saad Al Sheeb     |     |
| 2     | Defensa        | Pedro Carvalho    |     |
| 6     | Defensa        | Abdulaziz Hatem   | 87' |
| 16    | Defensa        | Boualem Khoukhi   |     |
| 5     | Defensa        | Tarek Salman      |     |
| 3     | Defensa        | Abdelkarim Hassan |     |
| 15    | Centrocampista | Bassam Al-Rawi    |     |
| 23    | Centrocampista | Assim Madibo      |     |
| 10    | Centrocampista | Hassan Al-Haidos  |     |
| 11    | Delantero      | Akram Afif        |     |
| 19    | Delantero      | Almoez Ali        |     |
| D. T. | D. T.          | Felix Sánchez Bas |     |

| 10 | Delantero      | Derlis González | 45' |
| 6  | Centrocampista | Richard Sánchez | 79' |
| 11 | Centrocampista | Juan Iturbe     | 82' |

| 12 | Defensa | Karim Boudiaf | 87' |

| 4' · 56' | Óscar Cardozo Derlis González | 1:0 2:0 |

| · 67' · 76' | Almoez Ali Rodrigo Rojas | 2:1 2:2 |

| 41' · 82' | Hernán Pérez Fabián Balbuena |

| 11' · 26' · 60' · 70' | Assim Madibo Tarek Salman Abdelkarim Hassan Boualem Khoukhi |

| Principal  | Diego Haro                                                                  |
| Asistentes | Jhonny Bossio                                                               |
|            | Víctor Ráez Observador VAR Jorge Larrionda Asesor de árbitros Wilson Seneme |
| Cuarto     | Esteban Ostojich                                                            |

| VAR            | Raphael Claus        |
| Asistentes VAR | Víctor Hugo Carrillo |
|                | Byron Romero         |

|                    |     |     |
| Tiros              | 13  | 8   |
| Tiros a puerta     | 5   | 4   |
| Faltas             | 11  | 15  |
| Saques de esquina  | 2   | 4   |
| Penaltis           | 1   | 0   |
| Fueras de juego    | 3   | 1   |
| Posesión del balón | 43% | 57% |

| Alineación inicial |

| 12    | Guardameta     | Roberto Fernández   |     |
| 5     | Defensa        | Bruno Valdez        |     |
| 4     | Defensa        | Fabián Balbuena     |     |
| 13    | Defensa        | Junior Alonso       |     |
| 18    | Defensa        | Santiago Arzamendia |     |
| 16    | Centrocampista | Celso Ortiz         |     |
| 8     | Centrocampista | Rodrigo Rojas       | 79' |
| 23    | Centrocampista | Miguel Almirón      |     |
| 17    | Delantero      | Hernán Pérez        | 45' |
| 7     | Delantero      | Óscar Cardozo       |     |
| 19    | Delantero      | Cecilio Domínguez   | 82' |
| D. T. | D. T.          | Eduardo Berizzo     |     |

| 1     | Guardameta     | Saad Al Sheeb     |     |
| 2     | Defensa        | Pedro Carvalho    |     |
| 6     | Defensa        | Abdulaziz Hatem   | 87' |
| 16    | Defensa        | Boualem Khoukhi   |     |
| 5     | Defensa        | Tarek Salman      |     |
| 3     | Defensa        | Abdelkarim Hassan |     |
| 15    | Centrocampista | Bassam Al-Rawi    |     |
| 23    | Centrocampista | Assim Madibo      |     |
| 10    | Centrocampista | Hassan Al-Haidos  |     |
| 11    | Delantero      | Akram Afif        |     |
| 19    | Delantero      | Almoez Ali        |     |
| D. T. | D. T.          | Felix Sánchez Bas |     |

| 10 | Delantero      | Derlis González | 45' |
| 6  | Centrocampista | Richard Sánchez | 79' |
| 11 | Centrocampista | Juan Iturbe     | 82' |

| 12 | Defensa | Karim Boudiaf | 87' |

| 4' · 56' | Óscar Cardozo Derlis González | 1:0 2:0 |

| · 67' · 76' | Almoez Ali Rodrigo Rojas | 2:1 2:2 |

| 41' · 82' | Hernán Pérez Fabián Balbuena |

| 11' · 26' · 60' · 70' | Assim Madibo Tarek Salman Abdelkarim Hassan Boualem Khoukhi |

| Principal  | Diego Haro                                                                  |
| Asistentes | Jhonny Bossio                                                               |
|            | Víctor Ráez Observador VAR Jorge Larrionda Asesor de árbitros Wilson Seneme |
| Cuarto     | Esteban Ostojich                                                            |

| VAR            | Raphael Claus        |
| Asistentes VAR | Víctor Hugo Carrillo |
|                | Byron Romero         |

|                    |     |     |
| Tiros              | 13  | 8   |
| Tiros a puerta     | 5   | 4   |
| Faltas             | 11  | 15  |
| Saques de esquina  | 2   | 4   |
| Penaltis           | 1   | 0   |
| Fueras de juego    | 3   | 1   |
| Posesión del balón | 43% | 57% |

| Alineación inicial |

| 12    | Guardameta     | Roberto Fernández   |     |
| 5     | Defensa        | Bruno Valdez        |     |
| 4     | Defensa        | Fabián Balbuena     |     |
| 13    | Defensa        | Junior Alonso       |     |
| 18    | Defensa        | Santiago Arzamendia |     |
| 16    | Centrocampista | Celso Ortiz         |     |
| 8     | Centrocampista | Rodrigo Rojas       | 79' |
| 23    | Centrocampista | Miguel Almirón      |     |
| 17    | Delantero      | Hernán Pérez        | 45' |
| 7     | Delantero      | Óscar Cardozo       |     |
| 19    | Delantero      | Cecilio Domínguez   | 82' |
| D. T. | D. T.          | Eduardo Berizzo     |     |

| 1     | Guardameta     | Saad Al Sheeb     |     |
| 2     | Defensa        | Pedro Carvalho    |     |
| 6     | Defensa        | Abdulaziz Hatem   | 87' |
| 16    | Defensa        | Boualem Khoukhi   |     |
| 5     | Defensa        | Tarek Salman      |     |
| 3     | Defensa        | Abdelkarim Hassan |     |
| 15    | Centrocampista | Bassam Al-Rawi    |     |
| 23    | Centrocampista | Assim Madibo      |     |
| 10    | Centrocampista | Hassan Al-Haidos  |     |
| 11    | Delantero      | Akram Afif        |     |
| 19    | Delantero      | Almoez Ali        |     |
| D. T. | D. T.          | Felix Sánchez Bas |     |

| 10 | Delantero      | Derlis González | 45' |
| 6  | Centrocampista | Richard Sánchez | 79' |
| 11 | Centrocampista | Juan Iturbe     | 82' |

| 12 | Defensa | Karim Boudiaf | 87' |

| 4' · 56' | Óscar Cardozo Derlis González | 1:0 2:0 |

| · 67' · 76' | Almoez Ali Rodrigo Rojas | 2:1 2:2 |

| 41' · 82' | Hernán Pérez Fabián Balbuena |

| 11' · 26' · 60' · 70' | Assim Madibo Tarek Salman Abdelkarim Hassan Boualem Khoukhi |

| Principal  | Diego Haro                                                                  |
| Asistentes | Jhonny Bossio                                                               |
|            | Víctor Ráez Observador VAR Jorge Larrionda Asesor de árbitros Wilson Seneme |
| Cuarto     | Esteban Ostojich                                                            |

| VAR            | Raphael Claus        |
| Asistentes VAR | Víctor Hugo Carrillo |
|                | Byron Romero         |

|                    |     |     |
| Tiros              | 13  | 8   |
| Tiros a puerta     | 5   | 4   |
| Faltas             | 11  | 15  |
| Saques de esquina  | 2   | 4   |
| Penaltis           | 1   | 0   |
| Fueras de juego    | 3   | 1   |
| Posesión del balón | 43% | 57% |

| Alineación inicial |

| 12    | Guardameta     | Roberto Fernández   |     |
| 5     | Defensa        | Bruno Valdez        |     |
| 4     | Defensa        | Fabián Balbuena     |     |
| 13    | Defensa        | Junior Alonso       |     |
| 18    | Defensa        | Santiago Arzamendia |     |
| 16    | Centrocampista | Celso Ortiz         |     |
| 8     | Centrocampista | Rodrigo Rojas       | 79' |
| 23    | Centrocampista | Miguel Almirón      |     |
| 17    | Delantero      | Hernán Pérez        | 45' |
| 7     | Delantero      | Óscar Cardozo       |     |
| 19    | Delantero      | Cecilio Domínguez   | 82' |
| D. T. | D. T.          | Eduardo Berizzo     |     |

| 1     | Guardameta     | Saad Al Sheeb     |     |
| 2     | Defensa        | Pedro Carvalho    |     |
| 6     | Defensa        | Abdulaziz Hatem   | 87' |
| 16    | Defensa        | Boualem Khoukhi   |     |
| 5     | Defensa        | Tarek Salman      |     |
| 3     | Defensa        | Abdelkarim Hassan |     |
| 15    | Centrocampista | Bassam Al-Rawi    |     |
| 23    | Centrocampista | Assim Madibo      |     |
| 10    | Centrocampista | Hassan Al-Haidos  |     |
| 11    | Delantero      | Akram Afif        |     |
| 19    | Delantero      | Almoez Ali        |     |
| D. T. | D. T.          | Felix Sánchez Bas |     |

| 10 | Delantero      | Derlis González | 45' |
| 6  | Centrocampista | Richard Sánchez | 79' |
| 11 | Centrocampista | Juan Iturbe     | 82' |

| 12 | Defensa | Karim Boudiaf | 87' |

| 4' · 56' | Óscar Cardozo Derlis González | 1:0 2:0 |

| · 67' · 76' | Almoez Ali Rodrigo Rojas | 2:1 2:2 |

| 41' · 82' | Hernán Pérez Fabián Balbuena |

| 11' · 26' · 60' · 70' | Assim Madibo Tarek Salman Abdelkarim Hassan Boualem Khoukhi |

| Principal  | Diego Haro                                                                  |
| Asistentes | Jhonny Bossio                                                               |
|            | Víctor Ráez Observador VAR Jorge Larrionda Asesor de árbitros Wilson Seneme |
| Cuarto     | Esteban Ostojich                                                            |

| VAR            | Raphael Claus        |
| Asistentes VAR | Víctor Hugo Carrillo |
|                | Byron Romero         |

|                    |     |     |
| Tiros              | 13  | 8   |
| Tiros a puerta     | 5   | 4   |
| Faltas             | 11  | 15  |
| Saques de esquina  | 2   | 4   |
| Penaltis           | 1   | 0   |
| Fueras de juego    | 3   | 1   |
| Posesión del balón | 43% | 57% |

| Alineación inicial |

#### Argentina vs. Paraguay
| 19 de junio de 2019, 21:30 | Argentina               | 1:1 (0:1) | Paraguay            | Estadio Mineirão, Belo Horizonte                           |                                                            |
|                            | Lionel Messi 57' (pen.) | Reporte   | Richard Sánchez 37' | Asistencia: 35 265 espectadores Árbitro(s): Wilton Sampaio | Asistencia: 35 265 espectadores Árbitro(s): Wilton Sampaio |

| 1     | Guardameta     | Franco Armani      |     |
| 14    | Defensa        | Milton Casco       |     |
| 6     | Defensa        | Germán Pezzella    |     |
| 17    | Defensa        | Nicolás Otamendi   |     |
| 3     | Defensa        | Nicolás Tagliafico |     |
| 7     | Centrocampista | Roberto Pereyra    | 45' |
| 5     | Centrocampista | Leandro Paredes    |     |
| 20    | Centrocampista | Giovani Lo Celso   |     |
| 16    | Centrocampista | Rodrigo De Paul    | 86' |
| 10    | Delantero      | Lionel Messi       |     |
| 22    | Delantero      | Lautaro Martínez   | 66' |
| D. T. | D. T.          | Lionel Scaloni     |     |

| 12    | Guardameta     | Junior Fernández    |     |
| 2     | Defensa        | Iván Piris          |     |
| 15    | Defensa        | Gustavo Gómez       |     |
| 13    | Defensa        | Junior Alonso       |     |
| 18    | Defensa        | Santiago Arzamendia |     |
| 10    | Centrocampista | Derlis González     | 90' |
| 6     | Centrocampista | Richard Sánchez     |     |
| 8     | Centrocampista | Rodrigo Rojas       |     |
| 20    | Centrocampista | Matías Rojas        |     |
| 23    | Centrocampista | Miguel Almirón      | 87' |
| 9     | Delantero      | Federico Santander  | 72' |
| D. T. | D. T.          | Eduardo Berizzo     |     |

| 9  | Delantero | Sergio Agüero  | 45' |
| 11 | Delantero | Ángel Di María | 66' |
| 19 | Delantero | Matías Suárez  | 86' |

| 21 | Delantero      | Óscar Romero | 72' |
| 16 | Centrocampista | Celso Ortiz  | 87' |
| 3  | Defensa        | Juan Escobar | 90' |

| 57' | Lionel Messi | 1:1 |

| 37' | Richard Sánchez | 0:1 |

| 44' · 79' · 82' | Franco Armani Nicolás Tagliafico Nicolás Otamendi |

| 32' · 43' · 55' | Gustavo Gómez Rodrigo Rojas Iván Piris |

| Principal  | Wilton Sampaio                                                                     |
| Asistentes | Marcelo van Gasse                                                                  |
|            | Rodrigo Correa Observador VAR Alicio Pena Júnior Asesor de árbitros Henry Gambetta |
| Cuarto     | Carlos Orbe                                                                        |

| VAR            | Leodán González  |
| Asistentes VAR | Raphael Claus    |
|                | Kléber Lúcio Gil |

|                    |     |     |
| Tiros              | 7   | 10  |
| Tiros a puerta     | 2   | 3   |
| Faltas             | 20  | 19  |
| Saques de esquina  | 2   | 3   |
| Penaltis           | 1   | 1   |
| Fueras de juego    | 1   | 2   |
| Posesión del balón | 56% | 44% |

| Alineación inicial |

| 1     | Guardameta     | Franco Armani      |     |
| 14    | Defensa        | Milton Casco       |     |
| 6     | Defensa        | Germán Pezzella    |     |
| 17    | Defensa        | Nicolás Otamendi   |     |
| 3     | Defensa        | Nicolás Tagliafico |     |
| 7     | Centrocampista | Roberto Pereyra    | 45' |
| 5     | Centrocampista | Leandro Paredes    |     |
| 20    | Centrocampista | Giovani Lo Celso   |     |
| 16    | Centrocampista | Rodrigo De Paul    | 86' |
| 10    | Delantero      | Lionel Messi       |     |
| 22    | Delantero      | Lautaro Martínez   | 66' |
| D. T. | D. T.          | Lionel Scaloni     |     |

| 12    | Guardameta     | Junior Fernández    |     |
| 2     | Defensa        | Iván Piris          |     |
| 15    | Defensa        | Gustavo Gómez       |     |
| 13    | Defensa        | Junior Alonso       |     |
| 18    | Defensa        | Santiago Arzamendia |     |
| 10    | Centrocampista | Derlis González     | 90' |
| 6     | Centrocampista | Richard Sánchez     |     |
| 8     | Centrocampista | Rodrigo Rojas       |     |
| 20    | Centrocampista | Matías Rojas        |     |
| 23    | Centrocampista | Miguel Almirón      | 87' |
| 9     | Delantero      | Federico Santander  | 72' |
| D. T. | D. T.          | Eduardo Berizzo     |     |

| 9  | Delantero | Sergio Agüero  | 45' |
| 11 | Delantero | Ángel Di María | 66' |
| 19 | Delantero | Matías Suárez  | 86' |

| 21 | Delantero      | Óscar Romero | 72' |
| 16 | Centrocampista | Celso Ortiz  | 87' |
| 3  | Defensa        | Juan Escobar | 90' |

| 57' | Lionel Messi | 1:1 |

| 37' | Richard Sánchez | 0:1 |

| 44' · 79' · 82' | Franco Armani Nicolás Tagliafico Nicolás Otamendi |

| 32' · 43' · 55' | Gustavo Gómez Rodrigo Rojas Iván Piris |

| Principal  | Wilton Sampaio                                                                     |
| Asistentes | Marcelo van Gasse                                                                  |
|            | Rodrigo Correa Observador VAR Alicio Pena Júnior Asesor de árbitros Henry Gambetta |
| Cuarto     | Carlos Orbe                                                                        |

| VAR            | Leodán González  |
| Asistentes VAR | Raphael Claus    |
|                | Kléber Lúcio Gil |

|                    |     |     |
| Tiros              | 7   | 10  |
| Tiros a puerta     | 2   | 3   |
| Faltas             | 20  | 19  |
| Saques de esquina  | 2   | 3   |
| Penaltis           | 1   | 1   |
| Fueras de juego    | 1   | 2   |
| Posesión del balón | 56% | 44% |

| Alineación inicial |

| 1     | Guardameta     | Franco Armani      |     |
| 14    | Defensa        | Milton Casco       |     |
| 6     | Defensa        | Germán Pezzella    |     |
| 17    | Defensa        | Nicolás Otamendi   |     |
| 3     | Defensa        | Nicolás Tagliafico |     |
| 7     | Centrocampista | Roberto Pereyra    | 45' |
| 5     | Centrocampista | Leandro Paredes    |     |
| 20    | Centrocampista | Giovani Lo Celso   |     |
| 16    | Centrocampista | Rodrigo De Paul    | 86' |
| 10    | Delantero      | Lionel Messi       |     |
| 22    | Delantero      | Lautaro Martínez   | 66' |
| D. T. | D. T.          | Lionel Scaloni     |     |

| 12    | Guardameta     | Junior Fernández    |     |
| 2     | Defensa        | Iván Piris          |     |
| 15    | Defensa        | Gustavo Gómez       |     |
| 13    | Defensa        | Junior Alonso       |     |
| 18    | Defensa        | Santiago Arzamendia |     |
| 10    | Centrocampista | Derlis González     | 90' |
| 6     | Centrocampista | Richard Sánchez     |     |
| 8     | Centrocampista | Rodrigo Rojas       |     |
| 20    | Centrocampista | Matías Rojas        |     |
| 23    | Centrocampista | Miguel Almirón      | 87' |
| 9     | Delantero      | Federico Santander  | 72' |
| D. T. | D. T.          | Eduardo Berizzo     |     |

| 9  | Delantero | Sergio Agüero  | 45' |
| 11 | Delantero | Ángel Di María | 66' |
| 19 | Delantero | Matías Suárez  | 86' |

| 21 | Delantero      | Óscar Romero | 72' |
| 16 | Centrocampista | Celso Ortiz  | 87' |
| 3  | Defensa        | Juan Escobar | 90' |

| 57' | Lionel Messi | 1:1 |

| 37' | Richard Sánchez | 0:1 |

| 44' · 79' · 82' | Franco Armani Nicolás Tagliafico Nicolás Otamendi |

| 32' · 43' · 55' | Gustavo Gómez Rodrigo Rojas Iván Piris |

| Principal  | Wilton Sampaio                                                                     |
| Asistentes | Marcelo van Gasse                                                                  |
|            | Rodrigo Correa Observador VAR Alicio Pena Júnior Asesor de árbitros Henry Gambetta |
| Cuarto     | Carlos Orbe                                                                        |

| VAR            | Leodán González  |
| Asistentes VAR | Raphael Claus    |
|                | Kléber Lúcio Gil |

|                    |     |     |
| Tiros              | 7   | 10  |
| Tiros a puerta     | 2   | 3   |
| Faltas             | 20  | 19  |
| Saques de esquina  | 2   | 3   |
| Penaltis           | 1   | 1   |
| Fueras de juego    | 1   | 2   |
| Posesión del balón | 56% | 44% |

| Alineación inicial |

| 1     | Guardameta     | Franco Armani      |     |
| 14    | Defensa        | Milton Casco       |     |
| 6     | Defensa        | Germán Pezzella    |     |
| 17    | Defensa        | Nicolás Otamendi   |     |
| 3     | Defensa        | Nicolás Tagliafico |     |
| 7     | Centrocampista | Roberto Pereyra    | 45' |
| 5     | Centrocampista | Leandro Paredes    |     |
| 20    | Centrocampista | Giovani Lo Celso   |     |
| 16    | Centrocampista | Rodrigo De Paul    | 86' |
| 10    | Delantero      | Lionel Messi       |     |
| 22    | Delantero      | Lautaro Martínez   | 66' |
| D. T. | D. T.          | Lionel Scaloni     |     |

| 12    | Guardameta     | Junior Fernández    |     |
| 2     | Defensa        | Iván Piris          |     |
| 15    | Defensa        | Gustavo Gómez       |     |
| 13    | Defensa        | Junior Alonso       |     |
| 18    | Defensa        | Santiago Arzamendia |     |
| 10    | Centrocampista | Derlis González     | 90' |
| 6     | Centrocampista | Richard Sánchez     |     |
| 8     | Centrocampista | Rodrigo Rojas       |     |
| 20    | Centrocampista | Matías Rojas        |     |
| 23    | Centrocampista | Miguel Almirón      | 87' |
| 9     | Delantero      | Federico Santander  | 72' |
| D. T. | D. T.          | Eduardo Berizzo     |     |

| 9  | Delantero | Sergio Agüero  | 45' |
| 11 | Delantero | Ángel Di María | 66' |
| 19 | Delantero | Matías Suárez  | 86' |

| 21 | Delantero      | Óscar Romero | 72' |
| 16 | Centrocampista | Celso Ortiz  | 87' |
| 3  | Defensa        | Juan Escobar | 90' |

| 57' | Lionel Messi | 1:1 |

| 37' | Richard Sánchez | 0:1 |

| 44' · 79' · 82' | Franco Armani Nicolás Tagliafico Nicolás Otamendi |

| 32' · 43' · 55' | Gustavo Gómez Rodrigo Rojas Iván Piris |

| Principal  | Wilton Sampaio                                                                     |
| Asistentes | Marcelo van Gasse                                                                  |
|            | Rodrigo Correa Observador VAR Alicio Pena Júnior Asesor de árbitros Henry Gambetta |
| Cuarto     | Carlos Orbe                                                                        |

| VAR            | Leodán González  |
| Asistentes VAR | Raphael Claus    |
|                | Kléber Lúcio Gil |

|                    |     |     |
| Tiros              | 7   | 10  |
| Tiros a puerta     | 2   | 3   |
| Faltas             | 20  | 19  |
| Saques de esquina  | 2   | 3   |
| Penaltis           | 1   | 1   |
| Fueras de juego    | 1   | 2   |
| Posesión del balón | 56% | 44% |

| Alineación inicial |

#### Colombia vs. Paraguay
| 23 de junio de 2019, 16:00 | Colombia            | 1:0 (1:0) | Paraguay | Arena Fonte Nova, Salvador de Bahía               |                                                   |
|                            | Gustavo Cuéllar 31' | Reporte   |          | Árbitro(s): Víctor Carrillo VAR: Anderson Daronco | Árbitro(s): Víctor Carrillo VAR: Anderson Daronco |

| 22    | Guardameta     | Álvaro Montero    |     |
| 4     | Defensa        | Santiago Arias    |     |
| 2     | Defensa        | Cristian Zapata   |     |
| 17    | Defensa        | Cristian Borja    |     |
| 21    | Defensa        | John Janer Lucumí |     |
| 16    | Centrocampista | Jefferson Lerma   |     |
| 18    | Centrocampista | Gustavo Cuellar   |     |
| 11    | Centrocampista | Juan Cuadrado     | 58' |
| 8     | Centrocampista | Edwin Cardona     | 85' |
| 14    | Centrocampista | Luis Díaz         |     |
| 9     | Delantero      | Radamel Falcao    | 66' |
| D. T. | D. T.          | Carlos Queiroz    |     |

| 12    | Guardameta     | Junior Fernández    |     |
| 2     | Defensa        | Iván Piris          |     |
| 15    | Defensa        | Gustavo Gómez       |     |
| 13    | Defensa        | Junior Alonso       |     |
| 18    | Defensa        | Santiago Arzamendia |     |
| 8     | Centrocampista | Rodrigo Rojas       | 63' |
| 6     | Centrocampista | Richard Sánchez     |     |
| 10    | Centrocampista | Derlis González     | 82' |
| 23    | Centrocampista | Miguel Almirón      |     |
| 20    | Centrocampista | Matías Rojas        | 45' |
| 7     | Delantero      | Óscar Cardozo       |     |
| D. T. | D. T.          | Eduardo Berizzo     |     |

| 10 | Centrocampista | James Rodríguez | 58' |
| 7  | Delantero      | Duván Zapata    | 66' |
| 5  | Centrocampista | Wilmar Barrios  | 85' |

| 19 | Delantero      | Cecilio Domínguez | 45' |
| 11 | Delantero      | Juan Iturbe       | 63' |
| 21 | Centrocampista | Óscar Romero      | 82' |

| 31' | Gustavo Cuéllar | 1:0 |

| 29' · 42' | Cristian Borja John Lucumí |

| 49' | Santiago Arzamendia |

| Principal  | Víctor Hugo Carrillo                                                            |
| Asistentes | Jonny Bossio                                                                    |
|            | Víctor Ráez Observador VAR Alicio Pena Júnior Asesor de árbitros Henry Gambetta |
| Cuarto     | Alexis Herrera                                                                  |

| VAR            | Anderson Daronco |
| Asistentes VAR | Diego Haro       |
|                | Byron Romero     |

|                    |     |     |
| Tiros              | 12  | 10  |
| Tiros a puerta     | 5   | 2   |
| Faltas             | 14  | 20  |
| Saques de esquina  | 3   | 2   |
| Penaltis           | 0   | 0   |
| Fueras de juego    | 2   | 2   |
| Posesión del balón | 47% | 53% |

|  |

| 22    | Guardameta     | Álvaro Montero    |     |
| 4     | Defensa        | Santiago Arias    |     |
| 2     | Defensa        | Cristian Zapata   |     |
| 17    | Defensa        | Cristian Borja    |     |
| 21    | Defensa        | John Janer Lucumí |     |
| 16    | Centrocampista | Jefferson Lerma   |     |
| 18    | Centrocampista | Gustavo Cuellar   |     |
| 11    | Centrocampista | Juan Cuadrado     | 58' |
| 8     | Centrocampista | Edwin Cardona     | 85' |
| 14    | Centrocampista | Luis Díaz         |     |
| 9     | Delantero      | Radamel Falcao    | 66' |
| D. T. | D. T.          | Carlos Queiroz    |     |

| 12    | Guardameta     | Junior Fernández    |     |
| 2     | Defensa        | Iván Piris          |     |
| 15    | Defensa        | Gustavo Gómez       |     |
| 13    | Defensa        | Junior Alonso       |     |
| 18    | Defensa        | Santiago Arzamendia |     |
| 8     | Centrocampista | Rodrigo Rojas       | 63' |
| 6     | Centrocampista | Richard Sánchez     |     |
| 10    | Centrocampista | Derlis González     | 82' |
| 23    | Centrocampista | Miguel Almirón      |     |
| 20    | Centrocampista | Matías Rojas        | 45' |
| 7     | Delantero      | Óscar Cardozo       |     |
| D. T. | D. T.          | Eduardo Berizzo     |     |

| 10 | Centrocampista | James Rodríguez | 58' |
| 7  | Delantero      | Duván Zapata    | 66' |
| 5  | Centrocampista | Wilmar Barrios  | 85' |

| 19 | Delantero      | Cecilio Domínguez | 45' |
| 11 | Delantero      | Juan Iturbe       | 63' |
| 21 | Centrocampista | Óscar Romero      | 82' |

| 31' | Gustavo Cuéllar | 1:0 |

| 29' · 42' | Cristian Borja John Lucumí |

| 49' | Santiago Arzamendia |

| Principal  | Víctor Hugo Carrillo                                                            |
| Asistentes | Jonny Bossio                                                                    |
|            | Víctor Ráez Observador VAR Alicio Pena Júnior Asesor de árbitros Henry Gambetta |
| Cuarto     | Alexis Herrera                                                                  |

| VAR            | Anderson Daronco |
| Asistentes VAR | Diego Haro       |
|                | Byron Romero     |

|                    |     |     |
| Tiros              | 12  | 10  |
| Tiros a puerta     | 5   | 2   |
| Faltas             | 14  | 20  |
| Saques de esquina  | 3   | 2   |
| Penaltis           | 0   | 0   |
| Fueras de juego    | 2   | 2   |
| Posesión del balón | 47% | 53% |

|  |

| 22    | Guardameta     | Álvaro Montero    |     |
| 4     | Defensa        | Santiago Arias    |     |
| 2     | Defensa        | Cristian Zapata   |     |
| 17    | Defensa        | Cristian Borja    |     |
| 21    | Defensa        | John Janer Lucumí |     |
| 16    | Centrocampista | Jefferson Lerma   |     |
| 18    | Centrocampista | Gustavo Cuellar   |     |
| 11    | Centrocampista | Juan Cuadrado     | 58' |
| 8     | Centrocampista | Edwin Cardona     | 85' |
| 14    | Centrocampista | Luis Díaz         |     |
| 9     | Delantero      | Radamel Falcao    | 66' |
| D. T. | D. T.          | Carlos Queiroz    |     |

| 12    | Guardameta     | Junior Fernández    |     |
| 2     | Defensa        | Iván Piris          |     |
| 15    | Defensa        | Gustavo Gómez       |     |
| 13    | Defensa        | Junior Alonso       |     |
| 18    | Defensa        | Santiago Arzamendia |     |
| 8     | Centrocampista | Rodrigo Rojas       | 63' |
| 6     | Centrocampista | Richard Sánchez     |     |
| 10    | Centrocampista | Derlis González     | 82' |
| 23    | Centrocampista | Miguel Almirón      |     |
| 20    | Centrocampista | Matías Rojas        | 45' |
| 7     | Delantero      | Óscar Cardozo       |     |
| D. T. | D. T.          | Eduardo Berizzo     |     |

| 10 | Centrocampista | James Rodríguez | 58' |
| 7  | Delantero      | Duván Zapata    | 66' |
| 5  | Centrocampista | Wilmar Barrios  | 85' |

| 19 | Delantero      | Cecilio Domínguez | 45' |
| 11 | Delantero      | Juan Iturbe       | 63' |
| 21 | Centrocampista | Óscar Romero      | 82' |

| 31' | Gustavo Cuéllar | 1:0 |

| 29' · 42' | Cristian Borja John Lucumí |

| 49' | Santiago Arzamendia |

| Principal  | Víctor Hugo Carrillo                                                            |
| Asistentes | Jonny Bossio                                                                    |
|            | Víctor Ráez Observador VAR Alicio Pena Júnior Asesor de árbitros Henry Gambetta |
| Cuarto     | Alexis Herrera                                                                  |

| VAR            | Anderson Daronco |
| Asistentes VAR | Diego Haro       |
|                | Byron Romero     |

|                    |     |     |
| Tiros              | 12  | 10  |
| Tiros a puerta     | 5   | 2   |
| Faltas             | 14  | 20  |
| Saques de esquina  | 3   | 2   |
| Penaltis           | 0   | 0   |
| Fueras de juego    | 2   | 2   |
| Posesión del balón | 47% | 53% |

|  |

| 22    | Guardameta     | Álvaro Montero    |     |
| 4     | Defensa        | Santiago Arias    |     |
| 2     | Defensa        | Cristian Zapata   |     |
| 17    | Defensa        | Cristian Borja    |     |
| 21    | Defensa        | John Janer Lucumí |     |
| 16    | Centrocampista | Jefferson Lerma   |     |
| 18    | Centrocampista | Gustavo Cuellar   |     |
| 11    | Centrocampista | Juan Cuadrado     | 58' |
| 8     | Centrocampista | Edwin Cardona     | 85' |
| 14    | Centrocampista | Luis Díaz         |     |
| 9     | Delantero      | Radamel Falcao    | 66' |
| D. T. | D. T.          | Carlos Queiroz    |     |

| 12    | Guardameta     | Junior Fernández    |     |
| 2     | Defensa        | Iván Piris          |     |
| 15    | Defensa        | Gustavo Gómez       |     |
| 13    | Defensa        | Junior Alonso       |     |
| 18    | Defensa        | Santiago Arzamendia |     |
| 8     | Centrocampista | Rodrigo Rojas       | 63' |
| 6     | Centrocampista | Richard Sánchez     |     |
| 10    | Centrocampista | Derlis González     | 82' |
| 23    | Centrocampista | Miguel Almirón      |     |
| 20    | Centrocampista | Matías Rojas        | 45' |
| 7     | Delantero      | Óscar Cardozo       |     |
| D. T. | D. T.          | Eduardo Berizzo     |     |

| 10 | Centrocampista | James Rodríguez | 58' |
| 7  | Delantero      | Duván Zapata    | 66' |
| 5  | Centrocampista | Wilmar Barrios  | 85' |

| 19 | Delantero      | Cecilio Domínguez | 45' |
| 11 | Delantero      | Juan Iturbe       | 63' |
| 21 | Centrocampista | Óscar Romero      | 82' |

| 31' | Gustavo Cuéllar | 1:0 |

| 29' · 42' | Cristian Borja John Lucumí |

| 49' | Santiago Arzamendia |

| Principal  | Víctor Hugo Carrillo                                                            |
| Asistentes | Jonny Bossio                                                                    |
|            | Víctor Ráez Observador VAR Alicio Pena Júnior Asesor de árbitros Henry Gambetta |
| Cuarto     | Alexis Herrera                                                                  |

| VAR            | Anderson Daronco |
| Asistentes VAR | Diego Haro       |
|                | Byron Romero     |

|                    |     |     |
| Tiros              | 12  | 10  |
| Tiros a puerta     | 5   | 2   |
| Faltas             | 14  | 20  |
| Saques de esquina  | 3   | 2   |
| Penaltis           | 0   | 0   |
| Fueras de juego    | 2   | 2   |
| Posesión del balón | 47% | 53% |

|  |

### Cuartos de final

#### Brasil vs. Paraguay
| 27 de junio de 2019, 21:30 | Brasil                                                       | 0:0 (4:3 p.)               | Paraguay                                      | Arena do Grêmio, Porto Alegre                                                 |                                                                               |
|                            |                                                              | Reporte                    |                                               | Asistencia: 44 902 espectadores Árbitro(s): Roberto Tobar VAR: Julio Bascuñán | Asistencia: 44 902 espectadores Árbitro(s): Roberto Tobar VAR: Julio Bascuñán |
|                            |                                                              | Tiros desde el punto penal |                                               |                                                                               |                                                                               |
|                            | - Willian - Marquinhos - Coutinho - Firminio - Gabriel Jesus |                            | - Gómez - Almirón - Valdez - Rojas - González |                                                                               |                                                                               |

| 1     | Guardameta     | Alisson Becker    |     |
| 13    | Defensa        | Dani Alves        | 85' |
| 4     | Defensa        | Marquinhos        |     |
| 2     | Defensa        | Thiago Silva      |     |
| 6     | Defensa        | Filipe Luís       | 46' |
| 8     | Centrocampista | Arthur Melo       |     |
| 15    | Centrocampista | Allan             | 71' |
| 9     | Centrocampista | Gabriel Jesus     |     |
| 11    | Centrocampista | Philippe Coutinho |     |
| 19    | Centrocampista | Everton           |     |
| 20    | Delantero      | Roberto Firmino   |     |
| D. T. | D. T.          | Tite              |     |

| 12    | Guardameta     | Junior Fernández    |     |
| 2     | Defensa        | Iván Piris          |     |
| 15    | Defensa        | Gustavo Gómez       |     |
| 4     | Defensa        | Fabián Balbuena     |     |
| 13    | Defensa        | Junior Alonso       |     |
| 18    | Defensa        | Santiago Arzamendia | 61' |
| 10    | Centrocampista | Derlis González     |     |
| 6     | Centrocampista | Richard Sánchez     | 78' |
| 16    | Centrocampista | Celso Ortiz         |     |
| 17    | Centrocampista | Hernán Pérez        | 74' |
| 23    | Delantero      | Miguel Almirón      |     |
| D. T. | D. T.          | Eduardo Berizzo     |     |

| 12 | Defensa        | Alex Sandro   | 46' |
| 10 | Delantero      | Willian       | 71' |
| 18 | Centrocampista | Lucas Paquetá | 85' |

| 5 | Defensa        | Bruno Valdez  | 61' |
| 8 | Centrocampista | Rodrigo Rojas | 74' |
| 3 | Defensa        | Juan Escobar  | 78' |

| - | - | - |

| - | - | - |

| Acierto de penal · Acierto de penal · Acierto de penal · Fallo de penal · Acierto de penal | Willian Marquinhos Philippe Coutinho Roberto Firmino Gabriel Jesus | 1:0 2:1 3:2 3:3 4:3 |

| Fallo de penal · Acierto de penal · Acierto de penal · Acierto de penal · Fallo de penal | Gustavo Gómez Miguel Almirón Bruno Valdez Rodrigo Rojas Derlis González | 0:0 1:1 2:2 3:3 |

| 44' · 47' · 84' | Filipe Luís Roberto Firmino Arthur Melo |

| 30' · 34' · 37' | Santiago Arzamendia Iván Piris Junior Alonso |

| 58' | Fabián Balbuena |

| Principal  | Roberto Tobar                                                                 |
| Asistentes | Christian Schiemann                                                           |
|            | Claudio Ríos Observador VAR Mauricio Espinosa Asesor de árbitros Claudio Puga |
| Cuarto     | Roddy Zambrano                                                                |

| VAR            | Julio Bascuñán |
| Asistentes VAR | Piero Maza     |
|                | Nicolás Taran  |

|                    |     |     |
| Tiros              | 26  | 5   |
| Tiros a puerta     | 8   | 1   |
| Faltas             | 22  | 19  |
| Saques de esquina  | 5   | 3   |
| Penaltis           | 0   | 0   |
| Fueras de juego    | 1   | 1   |
| Posesión del balón | 71% | 29% |

| Alineación inicial |

| 1     | Guardameta     | Alisson Becker    |     |
| 13    | Defensa        | Dani Alves        | 85' |
| 4     | Defensa        | Marquinhos        |     |
| 2     | Defensa        | Thiago Silva      |     |
| 6     | Defensa        | Filipe Luís       | 46' |
| 8     | Centrocampista | Arthur Melo       |     |
| 15    | Centrocampista | Allan             | 71' |
| 9     | Centrocampista | Gabriel Jesus     |     |
| 11    | Centrocampista | Philippe Coutinho |     |
| 19    | Centrocampista | Everton           |     |
| 20    | Delantero      | Roberto Firmino   |     |
| D. T. | D. T.          | Tite              |     |

| 12    | Guardameta     | Junior Fernández    |     |
| 2     | Defensa        | Iván Piris          |     |
| 15    | Defensa        | Gustavo Gómez       |     |
| 4     | Defensa        | Fabián Balbuena     |     |
| 13    | Defensa        | Junior Alonso       |     |
| 18    | Defensa        | Santiago Arzamendia | 61' |
| 10    | Centrocampista | Derlis González     |     |
| 6     | Centrocampista | Richard Sánchez     | 78' |
| 16    | Centrocampista | Celso Ortiz         |     |
| 17    | Centrocampista | Hernán Pérez        | 74' |
| 23    | Delantero      | Miguel Almirón      |     |
| D. T. | D. T.          | Eduardo Berizzo     |     |

| 12 | Defensa        | Alex Sandro   | 46' |
| 10 | Delantero      | Willian       | 71' |
| 18 | Centrocampista | Lucas Paquetá | 85' |

| 5 | Defensa        | Bruno Valdez  | 61' |
| 8 | Centrocampista | Rodrigo Rojas | 74' |
| 3 | Defensa        | Juan Escobar  | 78' |

| - | - | - |

| - | - | - |

| Acierto de penal · Acierto de penal · Acierto de penal · Fallo de penal · Acierto de penal | Willian Marquinhos Philippe Coutinho Roberto Firmino Gabriel Jesus | 1:0 2:1 3:2 3:3 4:3 |

| Fallo de penal · Acierto de penal · Acierto de penal · Acierto de penal · Fallo de penal | Gustavo Gómez Miguel Almirón Bruno Valdez Rodrigo Rojas Derlis González | 0:0 1:1 2:2 3:3 |

| 44' · 47' · 84' | Filipe Luís Roberto Firmino Arthur Melo |

| 30' · 34' · 37' | Santiago Arzamendia Iván Piris Junior Alonso |

| 58' | Fabián Balbuena |

| Principal  | Roberto Tobar                                                                 |
| Asistentes | Christian Schiemann                                                           |
|            | Claudio Ríos Observador VAR Mauricio Espinosa Asesor de árbitros Claudio Puga |
| Cuarto     | Roddy Zambrano                                                                |

| VAR            | Julio Bascuñán |
| Asistentes VAR | Piero Maza     |
|                | Nicolás Taran  |

|                    |     |     |
| Tiros              | 26  | 5   |
| Tiros a puerta     | 8   | 1   |
| Faltas             | 22  | 19  |
| Saques de esquina  | 5   | 3   |
| Penaltis           | 0   | 0   |
| Fueras de juego    | 1   | 1   |
| Posesión del balón | 71% | 29% |

| Alineación inicial |

| 1     | Guardameta     | Alisson Becker    |     |
| 13    | Defensa        | Dani Alves        | 85' |
| 4     | Defensa        | Marquinhos        |     |
| 2     | Defensa        | Thiago Silva      |     |
| 6     | Defensa        | Filipe Luís       | 46' |
| 8     | Centrocampista | Arthur Melo       |     |
| 15    | Centrocampista | Allan             | 71' |
| 9     | Centrocampista | Gabriel Jesus     |     |
| 11    | Centrocampista | Philippe Coutinho |     |
| 19    | Centrocampista | Everton           |     |
| 20    | Delantero      | Roberto Firmino   |     |
| D. T. | D. T.          | Tite              |     |

| 12    | Guardameta     | Junior Fernández    |     |
| 2     | Defensa        | Iván Piris          |     |
| 15    | Defensa        | Gustavo Gómez       |     |
| 4     | Defensa        | Fabián Balbuena     |     |
| 13    | Defensa        | Junior Alonso       |     |
| 18    | Defensa        | Santiago Arzamendia | 61' |
| 10    | Centrocampista | Derlis González     |     |
| 6     | Centrocampista | Richard Sánchez     | 78' |
| 16    | Centrocampista | Celso Ortiz         |     |
| 17    | Centrocampista | Hernán Pérez        | 74' |
| 23    | Delantero      | Miguel Almirón      |     |
| D. T. | D. T.          | Eduardo Berizzo     |     |

| 12 | Defensa        | Alex Sandro   | 46' |
| 10 | Delantero      | Willian       | 71' |
| 18 | Centrocampista | Lucas Paquetá | 85' |

| 5 | Defensa        | Bruno Valdez  | 61' |
| 8 | Centrocampista | Rodrigo Rojas | 74' |
| 3 | Defensa        | Juan Escobar  | 78' |

| - | - | - |

| - | - | - |

| Acierto de penal · Acierto de penal · Acierto de penal · Fallo de penal · Acierto de penal | Willian Marquinhos Philippe Coutinho Roberto Firmino Gabriel Jesus | 1:0 2:1 3:2 3:3 4:3 |

| Fallo de penal · Acierto de penal · Acierto de penal · Acierto de penal · Fallo de penal | Gustavo Gómez Miguel Almirón Bruno Valdez Rodrigo Rojas Derlis González | 0:0 1:1 2:2 3:3 |

| 44' · 47' · 84' | Filipe Luís Roberto Firmino Arthur Melo |

| 30' · 34' · 37' | Santiago Arzamendia Iván Piris Junior Alonso |

| 58' | Fabián Balbuena |

| Principal  | Roberto Tobar                                                                 |
| Asistentes | Christian Schiemann                                                           |
|            | Claudio Ríos Observador VAR Mauricio Espinosa Asesor de árbitros Claudio Puga |
| Cuarto     | Roddy Zambrano                                                                |

| VAR            | Julio Bascuñán |
| Asistentes VAR | Piero Maza     |
|                | Nicolás Taran  |

|                    |     |     |
| Tiros              | 26  | 5   |
| Tiros a puerta     | 8   | 1   |
| Faltas             | 22  | 19  |
| Saques de esquina  | 5   | 3   |
| Penaltis           | 0   | 0   |
| Fueras de juego    | 1   | 1   |
| Posesión del balón | 71% | 29% |

| Alineación inicial |

| 1     | Guardameta     | Alisson Becker    |     |
| 13    | Defensa        | Dani Alves        | 85' |
| 4     | Defensa        | Marquinhos        |     |
| 2     | Defensa        | Thiago Silva      |     |
| 6     | Defensa        | Filipe Luís       | 46' |
| 8     | Centrocampista | Arthur Melo       |     |
| 15    | Centrocampista | Allan             | 71' |
| 9     | Centrocampista | Gabriel Jesus     |     |
| 11    | Centrocampista | Philippe Coutinho |     |
| 19    | Centrocampista | Everton           |     |
| 20    | Delantero      | Roberto Firmino   |     |
| D. T. | D. T.          | Tite              |     |

| 12    | Guardameta     | Junior Fernández    |     |
| 2     | Defensa        | Iván Piris          |     |
| 15    | Defensa        | Gustavo Gómez       |     |
| 4     | Defensa        | Fabián Balbuena     |     |
| 13    | Defensa        | Junior Alonso       |     |
| 18    | Defensa        | Santiago Arzamendia | 61' |
| 10    | Centrocampista | Derlis González     |     |
| 6     | Centrocampista | Richard Sánchez     | 78' |
| 16    | Centrocampista | Celso Ortiz         |     |
| 17    | Centrocampista | Hernán Pérez        | 74' |
| 23    | Delantero      | Miguel Almirón      |     |
| D. T. | D. T.          | Eduardo Berizzo     |     |

| 12 | Defensa        | Alex Sandro   | 46' |
| 10 | Delantero      | Willian       | 71' |
| 18 | Centrocampista | Lucas Paquetá | 85' |

| 5 | Defensa        | Bruno Valdez  | 61' |
| 8 | Centrocampista | Rodrigo Rojas | 74' |
| 3 | Defensa        | Juan Escobar  | 78' |

| - | - | - |

| - | - | - |

| Acierto de penal · Acierto de penal · Acierto de penal · Fallo de penal · Acierto de penal | Willian Marquinhos Philippe Coutinho Roberto Firmino Gabriel Jesus | 1:0 2:1 3:2 3:3 4:3 |

| Fallo de penal · Acierto de penal · Acierto de penal · Acierto de penal · Fallo de penal | Gustavo Gómez Miguel Almirón Bruno Valdez Rodrigo Rojas Derlis González | 0:0 1:1 2:2 3:3 |

| 44' · 47' · 84' | Filipe Luís Roberto Firmino Arthur Melo |

| 30' · 34' · 37' | Santiago Arzamendia Iván Piris Junior Alonso |

| 58' | Fabián Balbuena |

| Principal  | Roberto Tobar                                                                 |
| Asistentes | Christian Schiemann                                                           |
|            | Claudio Ríos Observador VAR Mauricio Espinosa Asesor de árbitros Claudio Puga |
| Cuarto     | Roddy Zambrano                                                                |

| VAR            | Julio Bascuñán |
| Asistentes VAR | Piero Maza     |
|                | Nicolás Taran  |

|                    |     |     |
| Tiros              | 26  | 5   |
| Tiros a puerta     | 8   | 1   |
| Faltas             | 22  | 19  |
| Saques de esquina  | 5   | 3   |
| Penaltis           | 0   | 0   |
| Fueras de juego    | 1   | 1   |
| Posesión del balón | 71% | 29% |

| Alineación inicial |